# Timoclea Mata o Capitão Trácio
Timoclea Mata o Capitão Trácio (em italiano, Timoclea uccide il capitano di Alessandro Magno) é uma pintura a óleo da pintora italiana Elisabetta Sirani, produzida em 1659. Atualmente, a pintura se encontra no Museo Nazionale di Capodimonte, em Nápoles. Sendo essa uma das muitas pinturas de Sirani que retratam a iconografia feminina. 

## História
Através de um registro deixado pela própria Elisabetta Sirani em um diário que mantinha, informações revelam que a obra em questão teria sido encomendada pelo senhor Andrea Cattalani. Embora a identidade precisa deste senhor permaneça incerta, algumas fontes sugerem que ele possa ter sido um banqueiro de Bolonha, cidade de origem da artista. A descrição encontrada no diário de Sirani também estabelece a temática da obra, possivelmente sugerida pelo próprio comitente. O trecho em questão pode ser pode ser visualizado na obra de Carlo Cesare Malvasia, “Felsina Pittrice”. Além dessa encomenda, Elisabetta Sirani produziu uma série diversificada de obras com vasta temática feminina, incluindo representações de figuras históricas, cenas sacras, mitológicas, retratos e autorretratos.

## Artista
Nascida em Bolonha, Itália, em 8 de janeiro de 1638, Elisabetta Sirani era a primogênita de Giovanni Andrea Sirani (1610-1670) e Margherita Masini. Ela tinha três irmãos: Barbara, Anna Maria e o mais jovem, Antonio Maria.
É importante notar que Elisabetta Sirani desfrutou do privilégio de nascer em uma família de notável prestígio artístico. Seu pai era um pintor respeitado e destacável discípulo de Guido Reni, um dos proeminentes artistas da cena bolonhesa. Foi através do pai que ela adquiriu educação formal e deu os primeiros passos em sua carreira artística. Registros do inventário familiar indicam a presença de uma extensa coleção de livros, o que provavelmente influenciou o desenvolvimento de sua produção artística.
Elisabetta Sirani seguiu o caminho que cabia às mulheres da época, receber educação e instrução dentro do contexto familiar. Com pouco mais de uma década de carreira, tragicamente interrompida por sua morte prematura aos 27 anos, ela deixou para trás um legado notável de centenas de obras. Tal feito era incomum mesmo entre artistas homens de seu tempo. Muitas de suas obras notabilizaram-se por apresentar figuras femininas, que de certa forma desafiavam os paradigmas sociais de sua época, algo que também foi empreendido pela própria Sirani.
Durante a primeira metade dos anos 1650, o estado de saúde de Giovanni Andrea Sirani o afastou de seu ateliê, resultando na responsabilidade recaída sobre Elisabetta para administrar a oficina. Este feito era inédito para uma mulher à época. Seu desempenho na função foi tão impressionante que ela logo se tornou a sustentadora de sua família, provendo o para os pais e irmãos sem recorrer ao casamento, que era a expectativa predominante para mulheres naquele período. Além de instruir os alunos – em sua maioria homens – de seu pai, ela também financiou os estudos de seu irmão mais novo em medicina e filosofia. Além dessas realizações, ela assumiu o controle de um ateliê adicional, focado no ensino do ofício para outras mulheres, tendo sido mestre, inclusive, das irmãs. Sua qualidade pictórica era tão notável que a artista recebeu, inclusive, o título de Mestra na Academia de São Lucas, uma das mais importantes de Roma, o título em questão somente era assegurado para homens, naquele período.
Elisabetta Sirani era considerada um prodígio, cujo talento se destacava ainda mais em consideração ao seu gênero. Sua primeira obra pública foi produzida quando tinha apenas dezessete anos, durante a metade dos anos 1650, quando já atuava como profissional.

## Descrição da obra
A pintura retrata uma passagem histórica encontrada no capítulo referente às vidas de Alexandre e César na obra 'Vidas Paralelas' de Plutarco. A história se refere a um episódio que destaca a figura de Timoclea, uma mulher cuja história ilustra a resiliência diante de adversidades e o impulso por justiça. No relato, a cidade de Tebas, imersa em um contexto de desolação e adversidade no período, serve como pano de fundo para a narrativa.
Uma investida de guerra na cidade, por parte do exército de Alexandre, resultou na devastação da propriedade de Timoclea, uma mulher de virtudes inquestionáveis e ascendência nobre. Além da pilhagem perpetrada pelos trácios, um dos soldados, possivelmente um comandante, em um gesto que revela sua brutalidade, submete Timoclea a um ato de violência sexual. Subsequentemente, movido por interesses materialistas, ele ainda a questiona sobre a possibilidade de ela ocultar outras riquezas, a fim de levar ainda mais espólios. A resposta oferecida por Timoclea evidencia sua astúcia e coragem intrínseca. Ela confirma a existência de um tesouro, conduzindo o líder trácio a um jardim onde um poço é indicado como o local onde depositara suas joias e preciosidades momentos antes da invasão do exército à cidade.
A trama ganha intensidade quando o soldado, guiado pela avareza, inclina-se para visualizar o suposto tesouro. Neste instante, Timoclea age, e com destemor, ela o empurra para dentro do poço e despeja sobre ele uma quantidade imensa de pedras, sepultando-o sob o peso da vingança.
Ela é, então, capturada por outros soldados, que a levam amarrada até a presença de Alexandre para julgamento. Ao narrar sua história perante o imperador, Timoclea encara de forma destemida as consequências de seus atos. No entanto, Alexandre compreende a situação e a deixa sair livre.
Há outras representações de Timoclea na pintura; no entanto, a escolha iconográfica em geral recai sobre o momento de seu julgamento perante Alexandre, como nas obras de Domenichino e Jean-Charles Nicaise Perrin Timoclea diante de Alexandre o Grande (c.1610) e Alexandre et Timoclée (1782). O momento em que Timoclea consolida sua vingança contra o Trácio ainda é escasso na arte, tendo como exemplo uma gravura de 1630 de Matthaeus Merian the Elder, que muito provavelmente serviu de inspiração para a composição da obra feita por Sirani alguns anos depois.

## Interpretação da obra
A princípio, antes de uma análise mais aprofundada, percebemos que a mulher empurra o homem para dentro de um poço e nos leva a crer que ele foi pego desprevenido no ato. As roupas de ambos nos oferecem respostas a respeito das posições ocupadas por ambos dentro daquela sociedade. O homem veste roupas militares referentes ao período do Império Romano, enquanto a mulher tem vestimentas mais condizentes com os anos 1600 no contexto italiano. No entanto, essas roupas nos levam a crer que se trata de alguém da nobreza ou aristocracia.
A postura de ambos revela as diferenças entre os dois dentro da cena: a mulher, que sabemos ser Timoclea, olha impávida, mas concentrada na ação que realiza. Ela demonstra sua força, que de certa forma parece até sobrenatural, afinal, não é fácil para uma mulher empurrar um homem grande e forte sem ajuda alguma. A postura e o olhar de Timoclea, mesmo ao realizar uma tarefa extremamente difícil, são firmes, seguros e consistentes. Já o soldado é retratado de maneira caricata, suas pernas pendem no ar de maneira vexatória, demonstrando sua total inconsciência a respeito do que iria acontecer com ele.
Partindo da história narrada por Plutarco, sabemos algumas coisas: o homem havia acabado de cometer um crime de estupro e buscava espoliar ainda mais sua vítima. Cego pela ambição, ele sequer sugere a possibilidade de estar sendo ludibriado por Timoclea. Temos então uma clara discrepância entre as figuras: Timoclea é lida a partir de sua astúcia e placidez, ainda que movida pelo mais puro sentimento de ódio e vingança após o episódio terrível ao qual fora submetida. O soldado, no entanto, é lido a partir daquilo que era: um homem terrível, capaz das maiores brutalidades, mas que diante da presença de uma mulher – muito possivelmente tida por ele como incapaz de se defender – se torna uma figura deplorável, que morre de uma maneira ridícula por estar cego pela ambição.
No poço, é possível perceber cenas retratadas na ornamentação do mármore. Uma cena à esquerda é mais fácil de identificar: observamos uma cena de centauros em luta. A cena nos leva a crer que se trata de um conflito narrado na mitologia greco-romana, acerca do jantar de casamento de Pirítoo, rei da Tessália e parente dos centauros, com Hipodâmia. Os centauros, figuras bestiais, não acostumados com o álcool, logo ficam embriagados e, consequentemente, perdem o juízo, tomados pelos sentimentos mais animalescos, que parecem anular o resquício de humanidade que possuem. Eles tentam raptar a noiva. Com a ajuda de Teseu e dos Tessálios, os centauros são finalmente expulsos do lugar. A cena também é retratada nos entalhes dos mármores de Elgin, removidos do Partenon e expropriados pelo Museu Britânico. A escolha de Sirani por representar essa narrativa no poço parece fazer uma referência direta à sua escolha iconográfica, uma vez que esse episódio também fora narrado por Plutarco, na biografia que escreveu sobre Teseu, além de trazer uma temática coerente com a da pintura. A segunda representação no poço é mais imprecisa e carece de maiores análises e fontes, a única referência nesse sentido vem de um artigo da historiadora da arte, Amy Golahny, que sugere que a figura seja uma Galateia, mas sem se ater a maiores detalhes.
Na base do poço, encontra-se a assinatura de Sirani e a data que sela a conclusão daquela obra, característica habitual em suas pinturas.